# Élisabeth Duparc
Élisabeth Duparc, soprannominata La Francesina, (... – 1778), è stata un soprano francese, nota per aver preso parte a diversi primi allestimenti e rappresentazioni di oratori e opere di Händel.
Ad esempio interpretò il ruolo della protagonista alla prima di Semele e cantò alla prima del Saul.
Educata al canto in Italia si esibì prima a Firenze (1731, 1734–35), quindi a Londra (dal 1736 in poi) dove inizialmente fece parte dell'Opera della Nobiltà, ricoprendo ruoli in opere di Riccardo Broschi, Egidio Duni, Giovanni Battista Pescetti e Francesco Maria Veracini.